# Voiculeasa
Voiculeasa – wieś w Rumunii, w okręgu Vâlcea, w gminie Glăvile. W 2011 roku liczyła 65 mieszkańców.